# Trapoklovo
Trapoklovo (bulgariska: Трапоклово) är ett distrikt i Bulgarien.   Det ligger i kommunen Obsjtina Sliven och regionen Sliven, i den centrala delen av landet, 270 km öster om huvudstaden Sofia.
Trakten runt Trapoklovo består till största delen av jordbruksmark. Runt Trapoklovo är det ganska glesbefolkat, med 22 invånare per kvadratkilometer.